# Alter Tivoli
Der alte Tivoli war ein Fußballstadion in der nordrhein-westfälischen Stadt Aachen. Zuletzt war es die Heimspielstätte der U23 von Alemannia Aachen. Die Zweitliga-Mannschaft spielte dort bis Mai 2009. Das erste Stadion an der heutigen Stelle in Aachen wurde bereits 1928 eröffnet; der alte Tivoli fasste 21.300 Zuschauer und bot 3.700 Sitzplätze und 17.600 Stehplätze. Der alte Tivoli lag in der Soers am nördlichen Rand der Innenstadt an der Krefelder Straße (B 57), unweit der A 4. Das Stadion wurde abgerissen. Seit 2013 wurden auf dem Gelände u. a. Wohnhäuser gebaut.
Der Name des Stadions stammt von dem Sportplatz Tivoli, hervorgegangen aus dem nordwestlich des Lousbergs gelegenen, früheren Gut Tivoli, dessen Park an die Gärten des italienischen Ortes Tivoli erinnerte.

## Geschichte

### Eröffnung und fortlaufender Ausbau

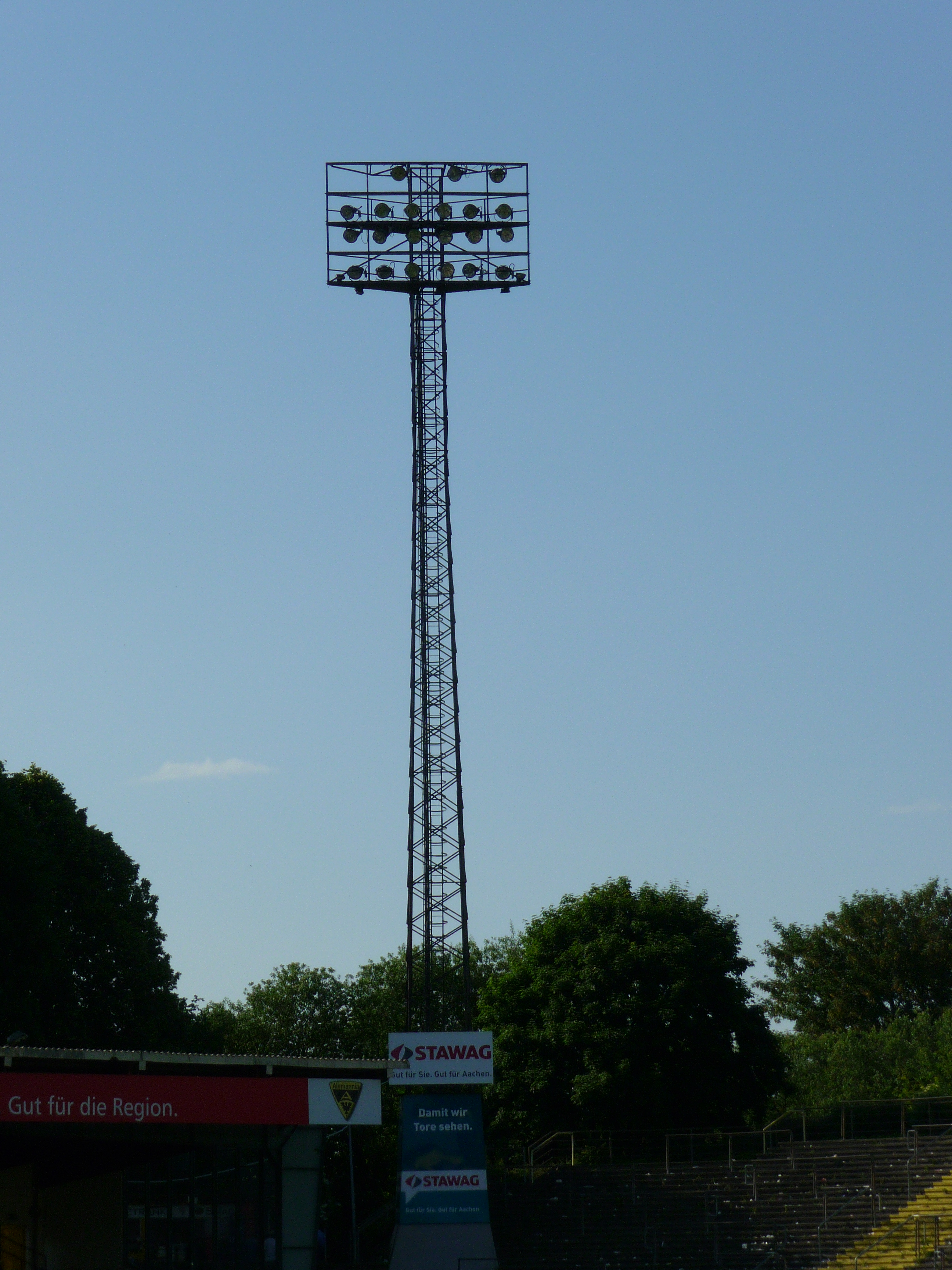
Flutlichtanlage des Tivoli

Der alte Tivoli fasste zu seiner Einweihung am 3. Juni 1928 bei dem 4:3 gewonnenen Eröffnungsspiel gegen Preussen Krefeld 10.000 Zuschauer. Bereits zehn Jahre später musste man jedoch zur Deutschen Meisterschaft 1938 in das Aachener Waldstadion ausweichen, da die Kapazität des alten Tivoli dem Zuschauerandrang nicht mehr gewachsen war.
Im Jahr 1953 begannen die ersten größeren Ausbauten, wodurch der alte Tivoli langsam das Aussehen bekam, welches bis 2011 noch weitestgehend existierte: Im Herbst 1953 wurde der südliche Stehplatzwall eingeweiht, das spätere Marathontor in der südöstlichen Ecke des Stadions sowie der bei Gastmannschaften gefürchtete Spielertunnel wurden errichtet. Die Kapazität betrug zum Ende dieser Arbeiten 20.000 Zuschauer.
Im Frühjahr 1957 beschloss man, die Sitztribüne zu überdachen, den Würselener Wall auf eine Kapazität von 11.000 Zuschauern zu erweitern und eine Flutlichtanlage zu errichten. Am 28. August 1957 fand das Einweihungsspiel der neuen Flutlichtanlage sowie der neuen Tribünen statt. Die Alemannia verlor das Spiel gegen Espanyol Barcelona vor einer Rekordkulisse von 35.000 Zuschauern mit 2:4. Die neue Flutlichtanlage zählte damals zu den Modernsten in ganz Europa. Einige Wochen später wurde der bis heute noch gültige Zuschauerrekord für den alten Tivoli mit (inoffiziell) 40.000 Zuschauern gegen Schalke aufgestellt.
Nach Abschluss der Saison 1957/58 wurden die Stehplatzränge mit Wellenbrechern ausgestattet, nachdem im April 1958 bei einem Spiel gegen den 1. FC Köln ein Absperrgitter gebrochen war.
Mit dem Aufstieg in die Bundesliga 1967 wurde auf dem Aachener Wall eine provisorische Stahlrohrtribüne mit 1.300 Sitzplätzen errichtet, die die zwischenzeitlich durch Sicherheitsauflagen und kleinere Umbauten verringerte Kapazität des Stadions auf 29.900 Zuschauer brachte.
In den folgenden Jahren wurden nur kleinere Maßnahmen durchgeführt. Im Jahr 1973 wurde ein neues Umkleidehaus gebaut, ein neuer Aufgang zum Würselener Wall errichtet, der Platz mit einer Entwässerungsanlage ausgestattet und die Stehplatzränge erneuert. Zudem kamen am Würselener Wall neun Ränge hinzu, die das Fassungsvermögen des Stadions auf 32.000 Zuschauer erhöhten.
Mit der Überdachung der Gegentribüne auf der Ostseite erhielt das Stadion im Februar 1980 sein bis zum Abriss bestehendes Aussehen. Offiziell eingeweiht wurde das neue Dach beim Heimspiel gegen Arminia Bielefeld (2:3) am 3. Februar 1980. Das Vorhaben kostete 440.000 DM. Die Gesamtkapazität wurde durch die neue Konstruktion leicht vermindert.
1999 wurde die Rasenfläche erneuert, um eine Rasenheizung erweitert und der leichte Höhenunterschied nivelliert. Die Beschallungsanlage und die Flutlichtanlage wurden erneuert. Im Winter 2000 wurden die Schalensitze aus dem alten Sportpark Kaalheide von Roda JC Kerkrade an die Alemannia gestiftet und auf die Holzbänke der Sitzplatztribünen geschraubt.
2003 wurden die Trainerbänke vor die Sitzplatztribüne verlegt und Fangnetze installiert, nachdem im November 2003 der Nürnberger Trainer Wolfgang Wolf von einem Wurfgegenstand aus dem Zuschauerraum getroffen wurde.
Schließlich wurden 2004 neue Sitzschalen montiert, neue Drainagen gelegt und die Fläche zwischen Spielfeld und Zaun mit Steinen befestigt.

### Schließung, Abriss und Nachnutzung
Am 24. Mai 2009 fand das letzte Bundesliga-Spiel auf dem alten Tivoli statt, das die Alemannia mit 4:0 gewann. Am 26. Juli 2009 besiegten die Aachener beim letzten Freundschaftsspiel auf dem alten Tivoli Werder Bremen mit 3:2. Seit der Saison 2009/2010 finden die Spiele in einem neuen Stadion, das ebenfalls Tivoli heißt, statt. Die zweite Mannschaft startete allerdings am 14. August 2010 mit ihrem ersten Heimspiel in der Saison 2010/2011 noch eine weitere Saison auf dem alten Tivoli, bevor das Grundstück ausgeschrieben und das Stadion abgerissen wurde. Das letzte Liga-Spiel fand am 7. Mai 2011 statt. Alemannia Aachen II gewann mit 3:1 gegen Schwarz-Weiß Essen, gefolgt vom letzten Spiel, bei dem die Traditionsmannschaft gegen eine Fanauswahl antrat.
Nach dem Abriss, der schon ab dem 1. Juni 2011 erfolgen sollte, jedoch offiziell mit einem Pressetermin am 26. September 2011 begann, begann die Stadt damit, das 10.300 m² große Gelände zu verkaufen. Gebaut wurden seitdem ein Hampton by Hilton Hotel, HIT-Verbrauchermarkt, eine Kindertagesstätte, Büroflächen, seit September 2015 der neue Firmensitz der Saint-Gobain sowie Einfamilienhäuser. Im Bereich des neu entstandenen Wohngebietes tragen die Straßen Namen wie z. B. An der Haupttribüne, Würselener Wall oder Alemannenstraße. Der Würselener Wall blieb erhalten und wurde zum Bau von Terrassenhäusern genutzt, außerdem wurde der Straßenverlauf den Abmessungen des früheren Spielfeldes angepasst.

## Andere Veranstaltungen
Neben den Spielen der Alemannia war der alte Tivoli auch Schauplatz diverser Länder- und Pokalspiele:
- U-21-Nationalmannschaft der Männer
- Frauen-Nationalmannschaft
- DFB-Pokal 1983/84
- DFB-Pokal 1987/88

### U-21-Nationalmannschaft der Männer
- 30. Apr. 1982: Deutschland – Sowjetunion 5:0 (2:0)
- 17. Dez. 1991: Deutschland – Luxemburg 3:0 (1:0)
- 17. Nov. 1998: Deutschland – Niederlande 2:2 (1:1)
- 19. Nov. 2002: Deutschland – Niederlande 4:1 (4:1)

### Frauen-Nationalmannschaft
- 27. Aug. 2000: Deutschland – Dänemark 7:0 (5:0)

### DFB-Pokal 1983/84
- 27. Aug. 1983: VfR Aachen-Forst – 1. FC Köln 1:6

### DFB-Pokal 1987/88
- 29. Aug.1987: VfR Aachen-Forst – Karlsruher SC 0:5

## Rekorde
Die höchste Zuschauerzahl auf dem alten Tivoli ist inoffiziell 40.000 Zuschauer beim Oberliga-Spiel Alemannia – FC Schalke 04 vom 6. Oktober 1957. Der Minusrekord, das Geisterspiel gegen den 1. FC Nürnberg im Jahr 2004 nicht berücksichtigt, sind 600 Zuschauer beim Heimspiel gegen den Rheydter SV am 7. Mai 1994 in der Oberliga Nordrhein. Der höchste Saisonschnitt der Alemannia auf dem alten Tivoli datiert aus der Saison 1967/68 in der Bundesliga mit durchschnittlich 21.235 Zuschauern, der schlechteste Schnitt aus der Oberliga Nordrhein-Saison 1991/92, wo nur 2.467 Zuschauer im Schnitt zur Alemannia kamen.

## Der neue Tivoli
Der neue Tivoli wurde seit Mitte 2008 in unmittelbarer Nähe zum alten Stadion errichtet und am 17. August 2009 mit dem ersten Heimspiel der Saison 2009/10, das mit 0:5 gegen den FC St. Pauli verloren wurde, die neue Heimat von Alemannia Aachen.

## Galerie

Schema des alten Tivoli
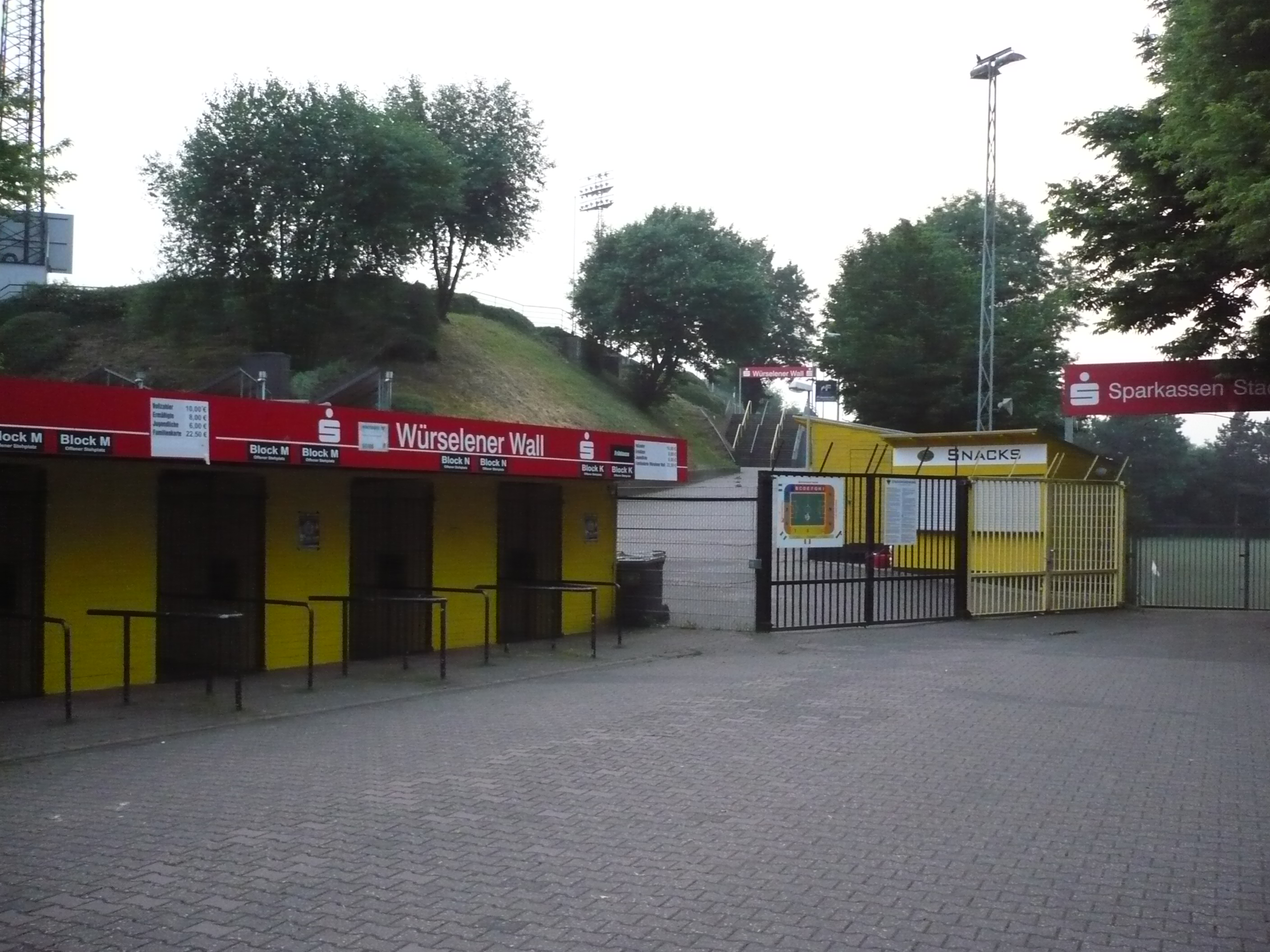
Kassen Würselner Wall
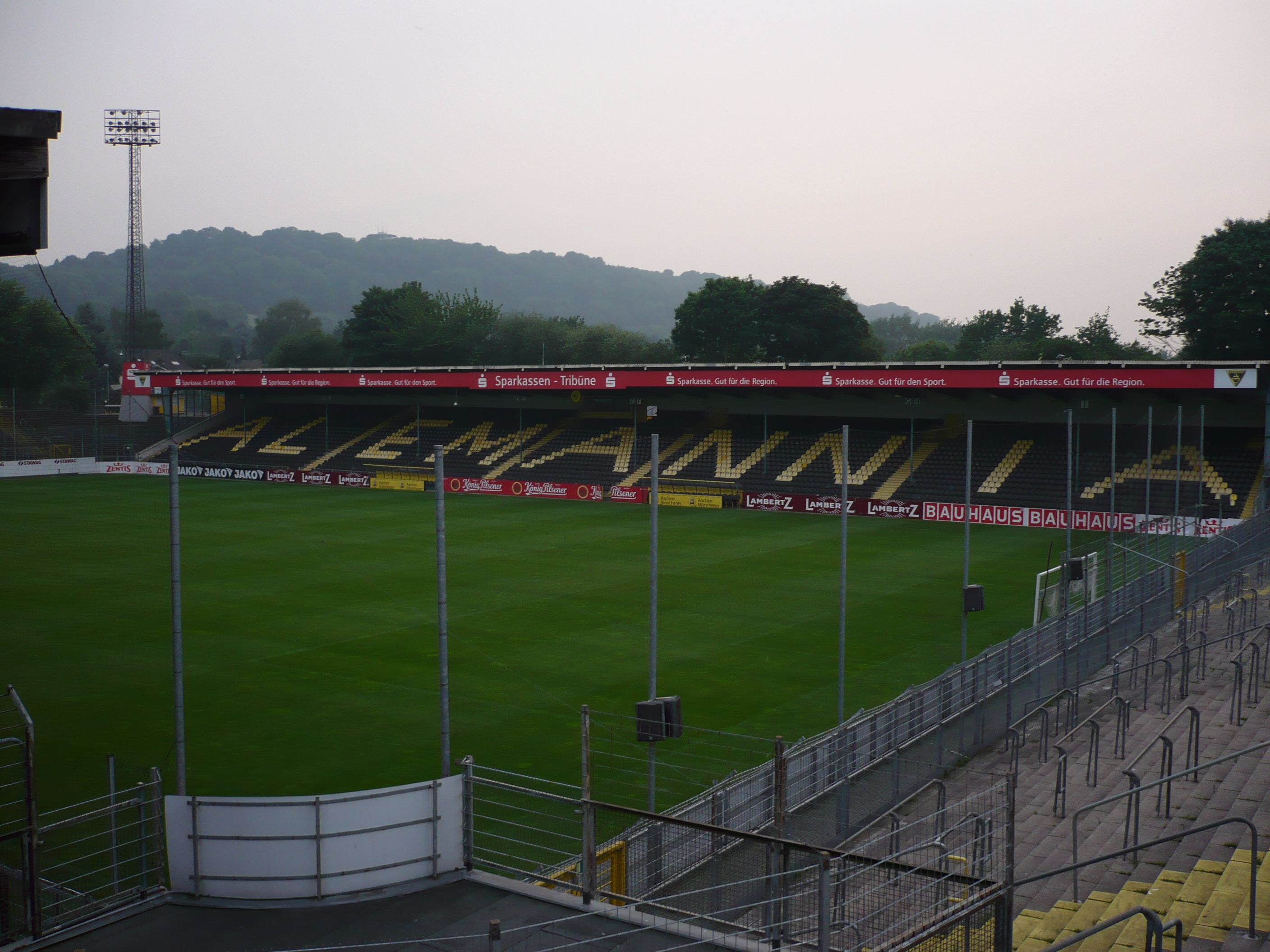
Sparkassen Tribüne
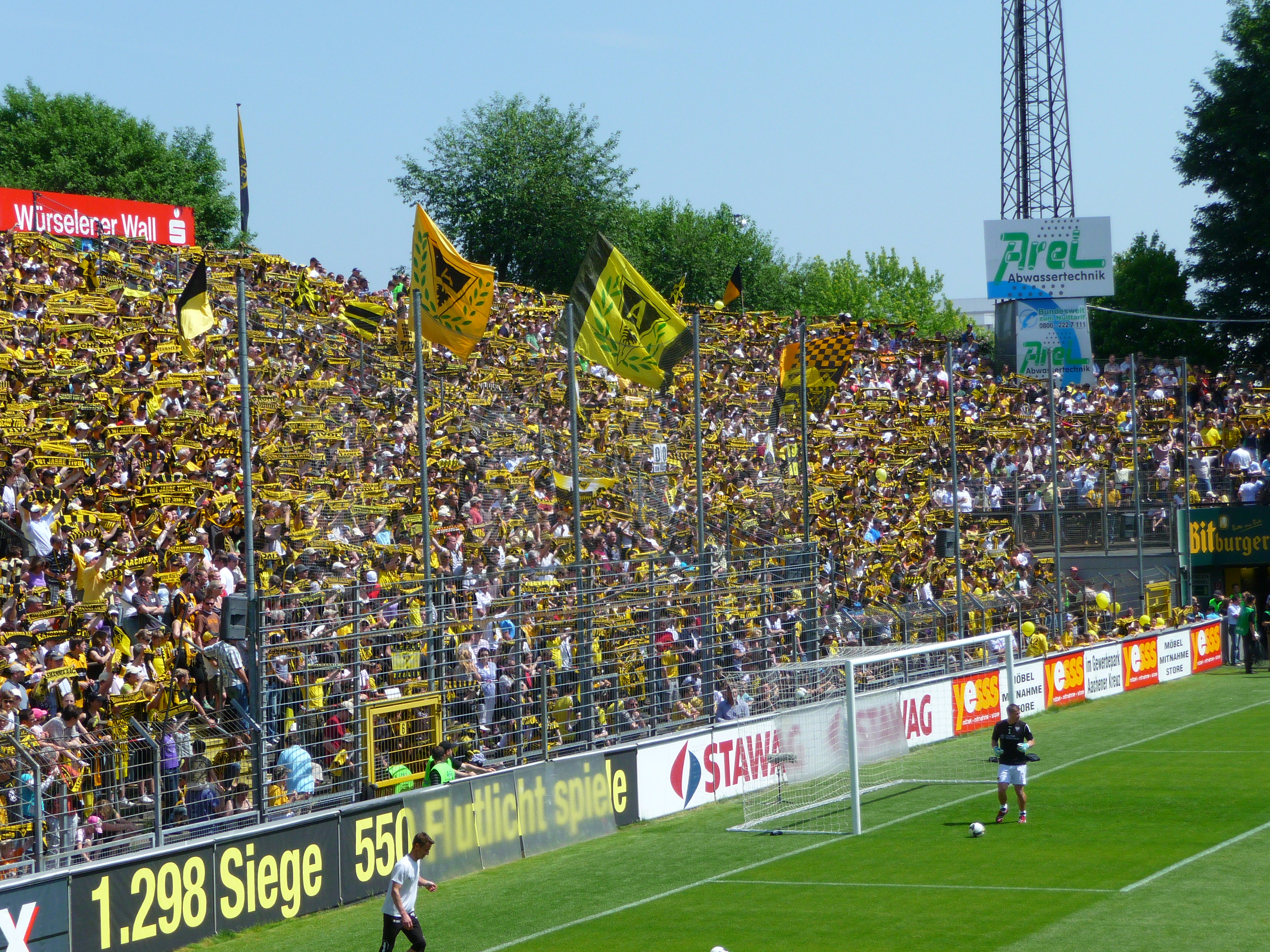
Würselener Wall
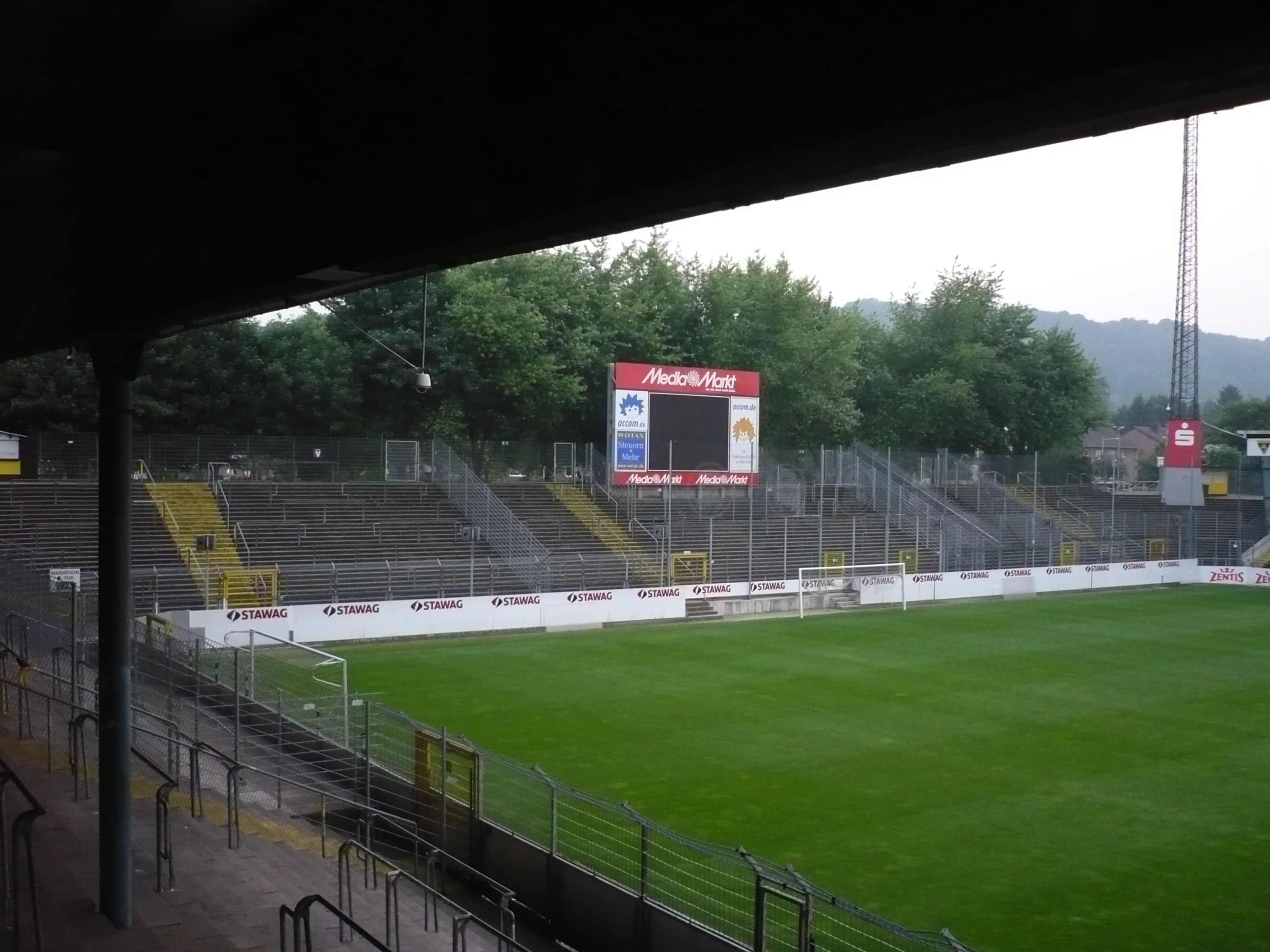
Aachener Wall
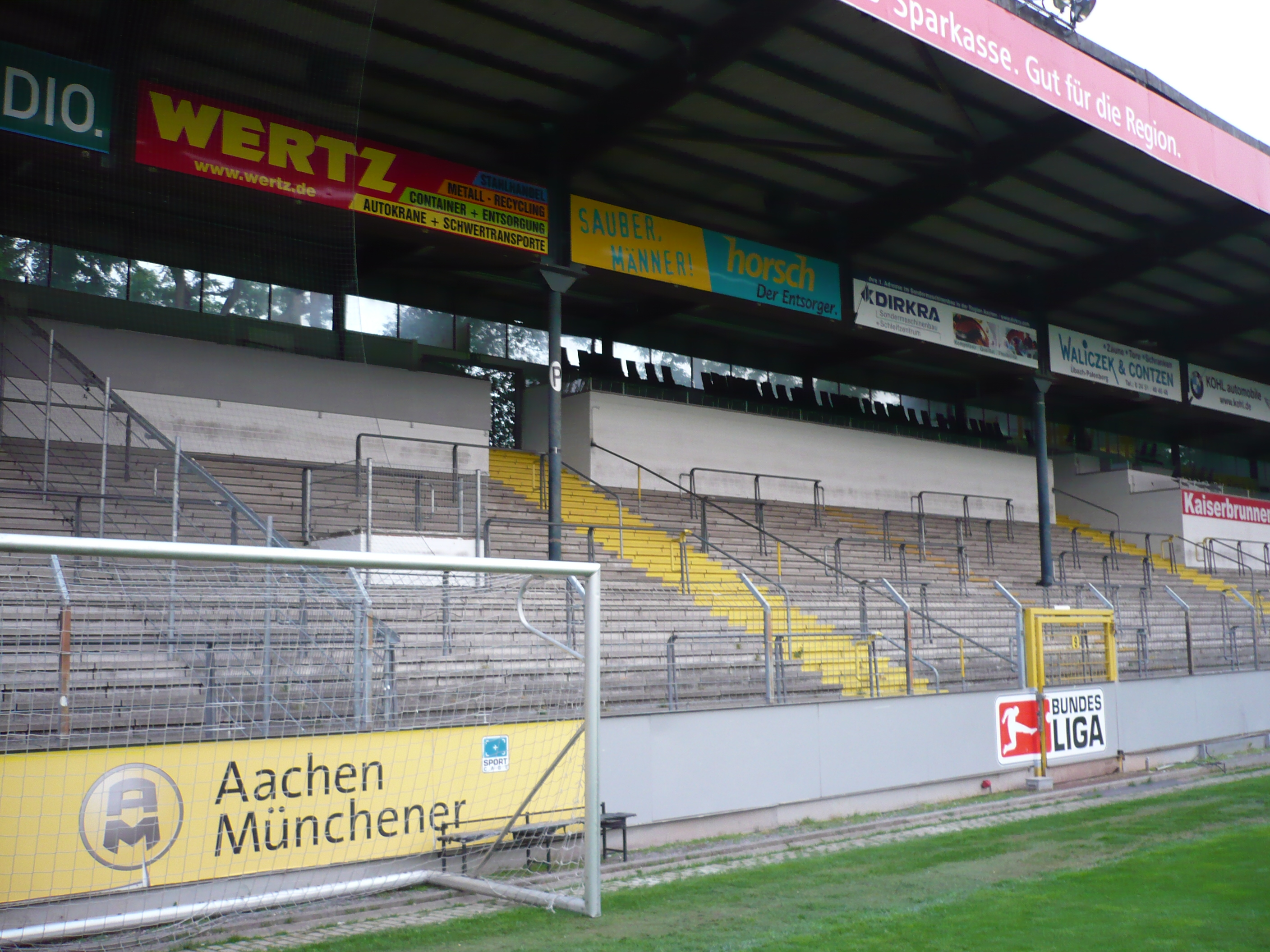
Aachener und Münchener Tribüne
Eintrittskarte 1997/98

## Verkehrsanbindung
Die AVV-Buslinien 30, 51 und X51 der ASEAG verbinden die Haltestelle Alter Tivoli mit Aachen-Mitte, Burtscheid und Würselen. Zusätzlich verkehren in den Nächten vor Samstagen sowie Sonn- und Feiertagen die Nachtexpresslinien N6 und N9 der ASEAG.
| Linie | Verlauf |
| ----- | --- |
| 30    | (Vaals (NL) – Vaalserquartier (D) – Westfriedhof –) Ronheider Weg – Burtscheid – Beverau – Forst Adenauerallee – Fringsgraben – Hüls – ASEAG – Prager Ring (– Haaren) – Eulershof (– Alter Tivoli – Ehrenmal/Lousberg – Ponttor – Westbahnhof – Süsterau – Campus Melaten – Uniklinik)           |
| 51    | Waldfriedhof – Burtscheid – Aachen Hbf – Elisenbrunnen – Aachen Bushof – STAWAG – Carolus Thermen – Alter Tivoli – Scherberg – Würselen – Schleibacher Hof – Alsdorf-Annapark – Neuweiler – Oidtweiler – (Carl-Alexander-Park → Baesweiler Reyplatz / Setterich)                                 |
| X51   | Expressbus: Elisenbrunnen – Aachen Bushof – STAWAG – Alter Tivoli – Scherberg – Würselen – Alsdorf-Annapark – Neuweiler – Oidtweiler – (Carl-Alexander-Park → Baesweiler Reyplatz) / (← Setterich)                                                                                               |
| N6    | Nachtexpress: nur in den Nächten vor Samstagen sowie Sonn- und Feiertagen Aachen Bushof → Alter Tivoli → Berensberg → Rumpen → Kohlscheid Weststr. → Klinkheide → Kohlscheid Markt → Bardenberg → Morsbach → Würselen → Haaren → Liebigstr. → Aachen Bushof → Elisenbrunnen                      |
| N9    | Nachtexpress: nur in den Nächten vor Samstagen sowie Sonn- und Feiertagen Elisenbrunnen – Aachen Bushof – (Liebigstr. → Haaren → / ← Alter Tivoli ← Scherberg ← Würselen ← Alsdorf) Weiden – Vorweiden – Linden-Neusen – Broicher Siedlung – Alsdorf-Mariadorf – Siedlung Ost – Alsdorf Annapark |